# Juillet 1888

## Événements
- 5 juillet : Antonio Guzmán Blanco, président du Venezuela, est chassé par un coup d’État lors d’un de ses fréquents voyages en Europe. Le docteur Juan Pablo Rojas Paúl est le premier président du Venezuela élu constitutionnellement depuis 50 ans.

- 8 juillet, France : inauguration de l'ascenseur des Fontinettes à Arques, près de Saint-Omer, qui permet le franchissement du dénivelé de 13 mètres sur le canal de Neufossé.

- 23 juillet :
  - France : pour la première fois la chorale de la Lyre des Travailleurs réunie dans l'estaminet A la Vignette à Lille interprète le chant de L'Internationale.
  - Le royaume d’Oyo (Nigeria du Sud) passe sous protectorat britannique. Depuis 1840, l’influence de la Grande-Bretagne n’a cessé de croître dans la région, profitant des luttes incessantes entre les États yorubas.

## Naissances
- 1er juillet : 
  - Alberto Magnelli, peintre italien († 20 avril 1971).
  - André Gagey, peintre français († 3 juillet 1964).
- 4 juillet : Paul Dardé, sculpteur français († 29 décembre 1963).
- 10 juillet : Giorgio de Chirico, peintre italien († 20 novembre 1978).
- 11 juillet : John Keiller MacKay, lieutenant-gouverneur de l'Ontario.
- 14 juillet :
  - Jacques de Lacretelle, écrivain français († 2 janvier 1985).
  - Odile Defraye, coureur cycliste belge († 21 août 1965).
- 23 juillet : Raymond Chandler, écrivain américain († 26 mars 1959).

## Décès
- 16 juillet : Jules Halkin, sculpteur belge (° 23 octobre 1830).
- 20 juillet : Henri de Braekeleer, peintre belge (° 11 juin 1840).